# Legato
Legato znamená doslova vázaně – jedná se o označení stylu hudebního přednesu, kdy jsou jednotlivé tóny hrány s co nejméně patrným oddělováním. Hudebník například nepřestane během změny tónu dýchat do nástroje nebo nepřeruší tah smyčce.
Legato je v notovém zápisu značeno obloučkem spojujícím několik not s nestejnou výškou tónu. (Spojení obloučkem několika not se stejnou výškou se nazývá ligatura).
Ukázka zápisu hry legato:
V tomto příkladu jsou zřetelně vidět dvě legátové fráze – jedna v prvním, druhá ve druhém taktu. V místě mezi pátou a šestou notou je legátový způsob vázání tónů přerušen – pro zpěváka je to místo pro nádech, pro houslistu pro změnu směru tahu smyčce.